# Pigeonnier de Bancourel
Le pigeonnier de Bancourel est un bâtiment situé sur le territoire de la commune de Saint-Cirq-Lapopie, en France.

## Localisation
Le pigeonnier est situé dans le département français du Lot près d'un site dominant le village de Saint-Cirq-Lapopie..

## Historique
Le pigeonnier de Bancourel a été construit au XVIIIe siècle. Il est déjà cité comme ruiné en 1788 par la famille Cayla, alors propriétaire de l’édifice. Il a peut-être été acheté par un riche maréchal-ferrant de Saint-Cirq-Lapopie, Louis Cayla.
Le pigeonnier a été restauré en 2012.
Le pigeonnier de Bancourel est inscrit au titre des monuments historiques le 11 août 2010.